# 保納

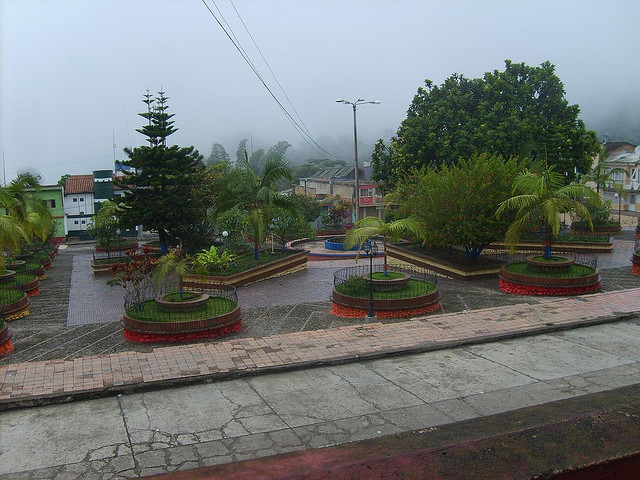
保納

保納（Pauna）是哥倫比亞的城鎮，位於該國東北部，由博亞卡省負責管轄，距離首府通哈149公里，始建於十七世紀，面積259平方公里，海拔高度1,465米，2005年人口10,155。
5°40′N 73°59′W / 5.667°N 73.983°W